# Sigmund Sinding
Sigmund Sinding (født 23. maj 1875 i München, død 1936) var en norsk maler. Han var søn af maleren Otto Sinding og far til komponisten Tore Sinding.
Han gennemgik fra c. 1890 fl. Kunstskoler i Berlin. Senere havde han i Kristiania Vejledning af
Harriet Backer, Eilif Peterssen, E. Werenskiold og H. Heyerdahl. En ganske kort Tid
arbejdede han paa l’École des beaux-arts i Paris, men da han ingen Sympati følte for Bonnat’s
Kunst, vendte han tilbage til Werenskiold’s Skole i Oslo. Senere har han tilbragt to Vintre
i Paris, særlig sysselsat med at kopiere Velasquez. Har gentagne Gange opholdt sig i Italien.
I de senere Aar har han boet i Norge, i Fredriksværn ell. i Nærheden af Oslo. Ved Siden af
et indgaaende Naturstudium har de gl. Mestre, særlig Botticelli og Velasquez været af
grundlæggende Bet. for hans Kunst.
Han malede Landskab, Figur, Portræt, og stundom historiske Kompositioner. Hans
kunstneriske Maal var at forene den højest mulige Grad af Naturtroskab med intim personlig
Stemning, uden at stræbe efter selvstændig artistisk Virkning paa Sandhedens Bekostning.
Han staar derfor i afgjort polemisk Opposition mod de sidste Udviklingsformer af norsk
Malerkunst særlig inden for de yngres Kreds, som har sluttet sig til det moderne fr. Natur- og
Kunstsyn (Cezanne-Matisse). Hans Kolorit er ofte tung og mørkladen, skønt han ikke har
været helt upaavirket af den lyssøgende impressionistiske Frigørelse. Han kan dog opnaa
en særpræget Finhed og koloristisk Charme specielt i sine Landskabsakvareller, og hans
Interiører er stundom fyldte af en egen intim Stemning og personlig Hengivelse. Billede i
Kunstmuseet i Oslo. Han har i de senere Aar holdt aarlige Separatudstillinger i Oslo og i
Kbhvn 1910, deltog i den norske Udstilling i Sthlm 1904, i Venedig 1907. Har udstillet i
München (Glaspalast), i Kbhvn (Charlottenborg) samt paa Statens aarlige Udstilling i Oslo fra
1894, og i den store Jubilæumsudstilling i Oslo 1914. Sidste Gang udstillede han separat i Oslo 1923.